# 木口木版

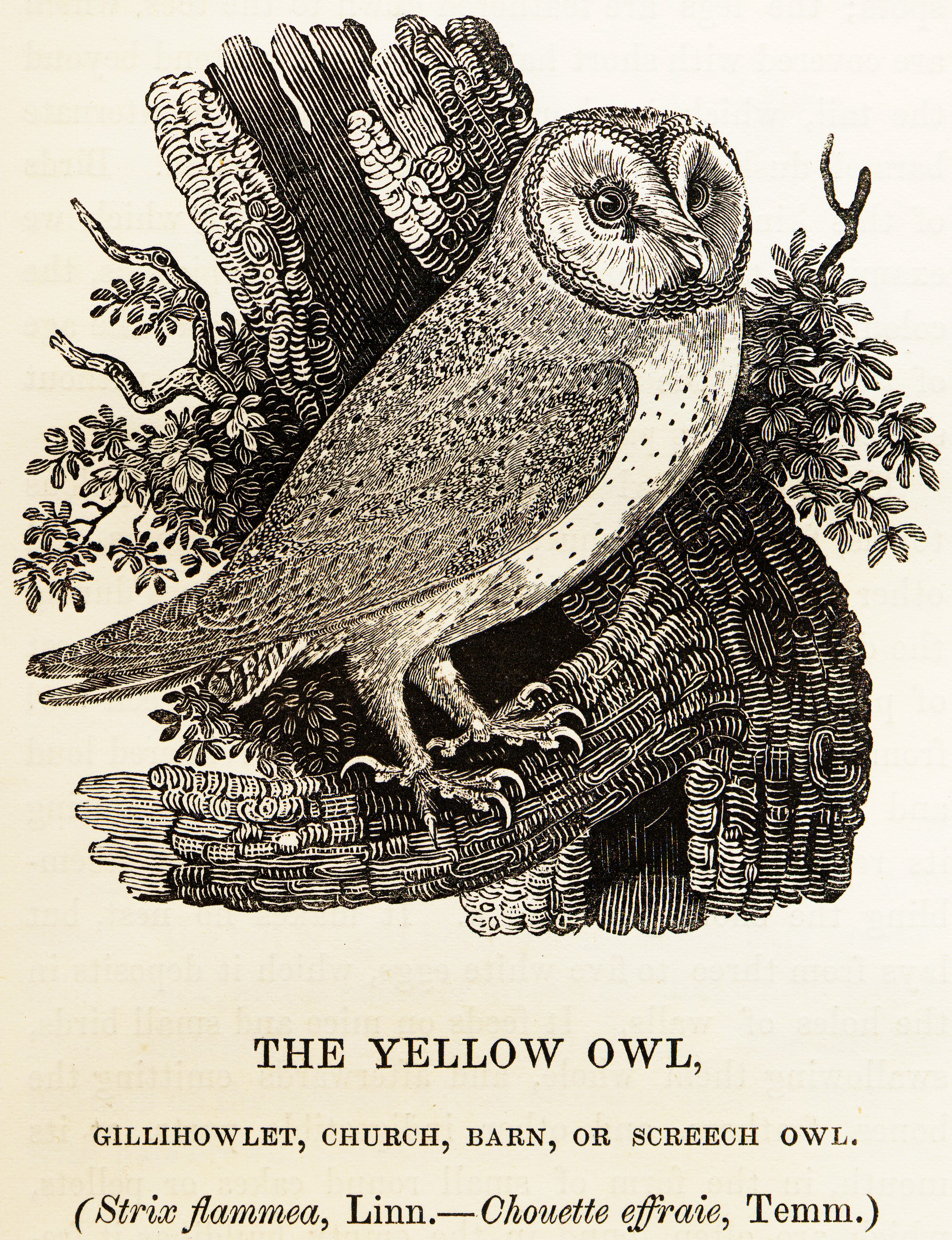
トーマス・ビウィック著
「英国の鳥類史」より
メンフクロウの版画

木口木版 (英：Wood engraving、こぐち もくはん) は、木版画の技法。製版の際に画像または画像の素材を木材ブロックの横断面（木口）に加工する技術である。
これは18世紀の終わりにイギリスで生まれた技法で、西洋木版とも呼ばれる。日本人作家には合田清、柄澤齊、小林敬生などがいる。

## 概要
木口木版は印刷者が木のブロックの表面にインクを塗布し、比較的弱い力で印刷する凸版印刷である 。
対照的に、エッチングは印版に銅板を使用して強い力で印刷する凹版印刷である。これはインクが「谷」つまり削られた領域を満たすため、印版は徐々に腐食し潰れていく。結果的に木版は銅版よりも耐久性に富み、独特の白と黒の諧調に特長がある。

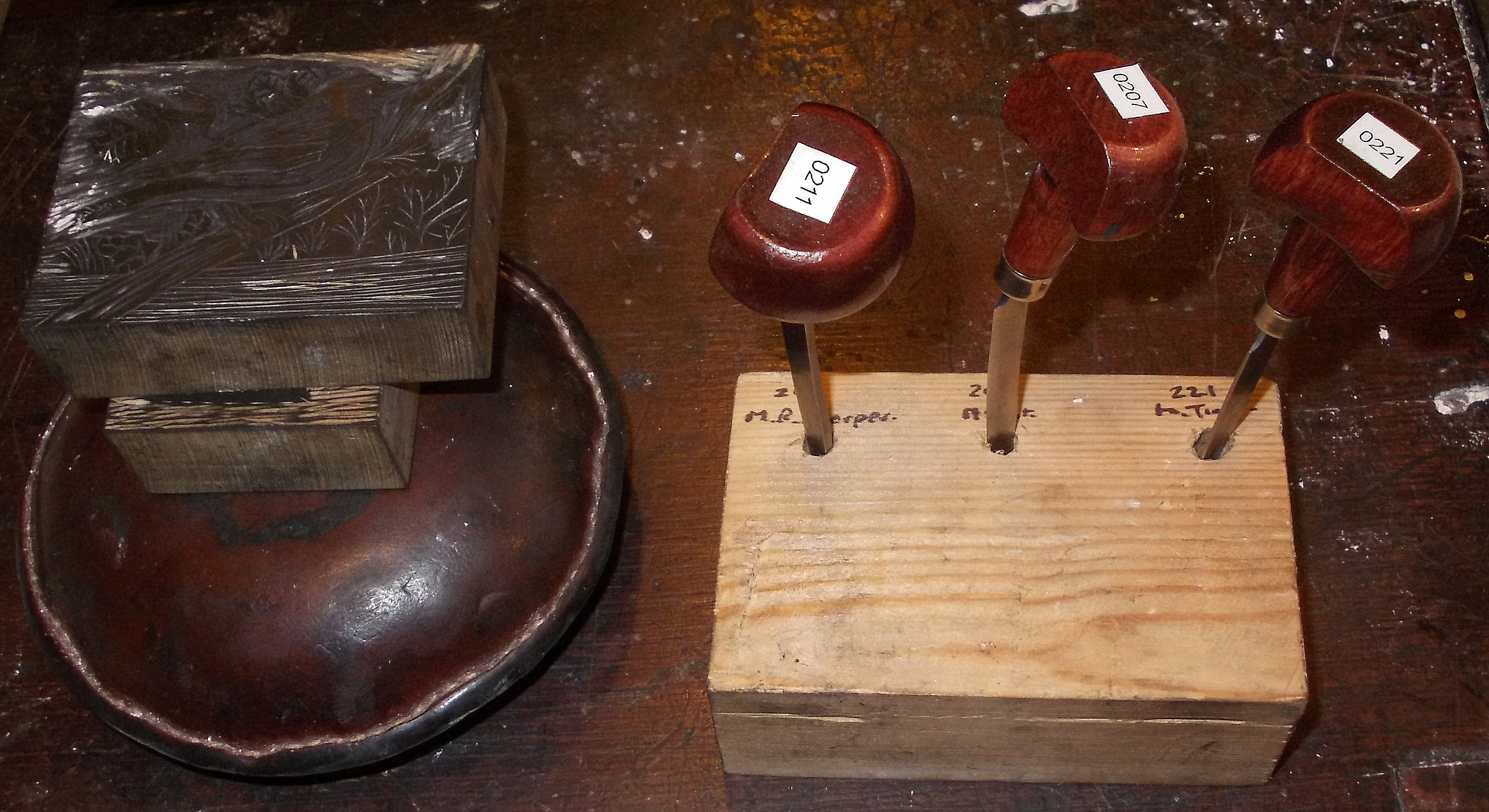
彫版に用いるブロック
サンドバッグ、ビュラン

木口木版の技法は、18世紀の終りにイギリス人の版画家、トーマス・ビウィック（Thomas Bewick）が開発した。
彼の作品は、二つの点で以前の木版画とは異なっていた。第一に、製版にナイフなどの木彫りの道具ではなく、銅版彫刻用のビュランを用いた。これにより、より細く繊細な線を彫ることができ、構図に大きな暗い領域を作ることができた。
第二に、印版として木材の横断面である木口の部分を使用した。それまで印版には柔らかい板目が使用されてきたが、木口を使うことによって硬度と耐久性が増し、より繊細な画像が得られるようになった。
19世紀の第一四半期には印刷機器に急速な機械的改良が加えられていたが、木材のブロックはそれらの新しい印刷機にも対応できた。ブロックは活版印刷版と同じ高さに製作されて合成された。そのため、版がほとんど劣化することなく、イラスト入りページの何千ものコピーを印刷することができた。
この新しい木版画法と機械化された印刷プロセスとの組み合わせは、19世紀のイラスト技術の発展と普及に貢献した。さらに、ステレオタイプ印刷の進歩により、木版画を金属に複製し、大量生産して印刷業者に販売できるようになった。19世紀半ばまでに、多くの木版画がカッパープレート（Copperplate）版画に匹敵した。
木版画は、エドワード・カルバートなどの19世紀の版画家によって大きな効果を発揮し、20世紀初頭から中期にかけてエリック・ギル、Eric Ravilious、Tirzah Garwoodなどによって目覚ましい成果を上げた。
20世紀のイラストレーターにも影響を及ぼし、フランクリン・ブースのように、ペンとインクで木口木版のテクスチャを表現しようとする者もいた。
現在ではあまり使われていないが、木口木版は21世紀初頭には挿絵の高品質な専門技術として再評価され、毎年ロンドンと他の英国の会場で展覧会を開催している木口木版協会によって振興されている。

## 歴史
15世紀と16世紀のヨーロッパでは、木版画は版画と印刷の一般的な技法だったが、芸術的な媒体としての使用は17世紀に減り始めた。当時の木版画は新聞や年鑑などの活字の凸版印刷用であり、挿絵や芸術的な版画の印刷には凹版が使われ、活字とイラストはそれぞれ異なる版と技法で印刷されていた。
現代の木版画技術は、18世紀の終わりから19世紀の初めに英国人トーマス・ビウィックの貢献によって発展した。ビウィックは一般的な木版画で使用される柔らかい木材ではなく、ツゲなどの硬い木材を使い、木材の側面ではなく木口に彫刻した。
彼は硬い木材に適したナイフとしてV字型のカッティング・チップを備えたビュランを使用した 。
ビウィックは以前の木版画家が銅版画の彫り跡を黒くする効果を模倣する試みを断念した。彼は木版画の発明者ではなかったが、彫り跡が白く残る木版の効果を自身のデザインの基礎とした。
19世紀に入り、ビウィックの技術は特に英国で徐々に広く使われるようになった。
さらにその技法はアレクサンダー・アンダーソンによってアメリカにもたらされた。アンダーソンはビウィックが版画に木を使用していることを知るまで、金属を使用してその技法を模倣し、ジョセフ・アレクサンダー・アダムスなどの学生たちにそれを伝え、木口木版はさらに発展していった。

### イラスト入り出版物の発展

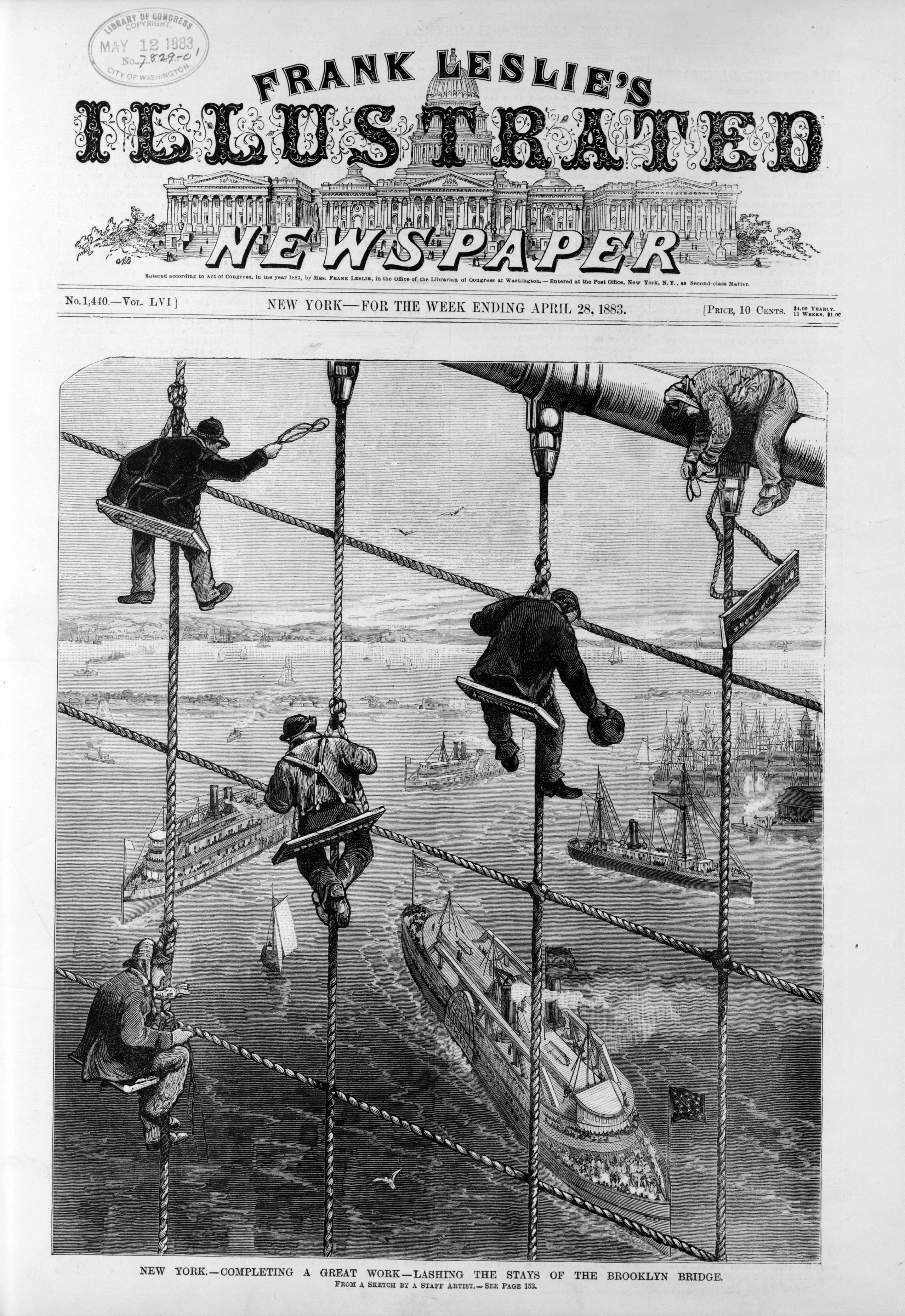
「フランク・レスリーズ・イラストレイテッド・ニューズペーパー」の1883年版表紙。このような大判のプリントでは、複数の版画家が分担作成したブロックを組み合わせている。

1820年代以降、版画家はこの技法によって微妙な明暗を表現するだけでなく、フリーハンドでの線描も行なった。
しかし、ブロックの木口だけを使うのは多くの点で不便だった。なぜなら、それまでの版画家は、画家のドローイングの印刷可能な線を作成するために、ブロックのあらゆる面を使わなければならなかったからである。それにもかかわらず、これは木版画の最も一般的な技法となった。
例としては、『パンチ』の漫画、『イラストレイテド・ロンドン・ニュース』の写真、ルイス・キャロルの作品におけるジョン・テニエルのイラストなどが挙げられる。米国では『ハーパーズ・ウィークリー』などの木版画による出版物も定着し始めた。
『イラストレイテド・ロンドン・ニュース』の製版部門を率いていたイギリス生まれの版画家、フランク・レスリーは、1848年にアメリカに移住し、製版における分割作業方式を考案した。
まず単一のデザインが網目の線に分解され、版画家は正方形に彫るようになった。次に、ひとつの画像をいくつかのブロックに分割した。
なお、フランスでは色の濃淡を確実にするために、"La mise en train"（電車の中の設定）と呼ばれる工夫を行なっていた。これは印刷時の圧力を高めるためにボール紙などを用紙の下に敷くことである。ちなみにビウィックは印版のもっとも明るく表現される部位をわずかに低く作ることによってこれを実現していた。
これらの方式は、南北戦争のシーンを描く際に駆使され、『ハーパーズ』と競合した彼の雑誌『フランク・レスリーズ・イラストレイテッド・ニューズペーパー』の基礎を築くことになる。

### 新しい技術とテクノロジー

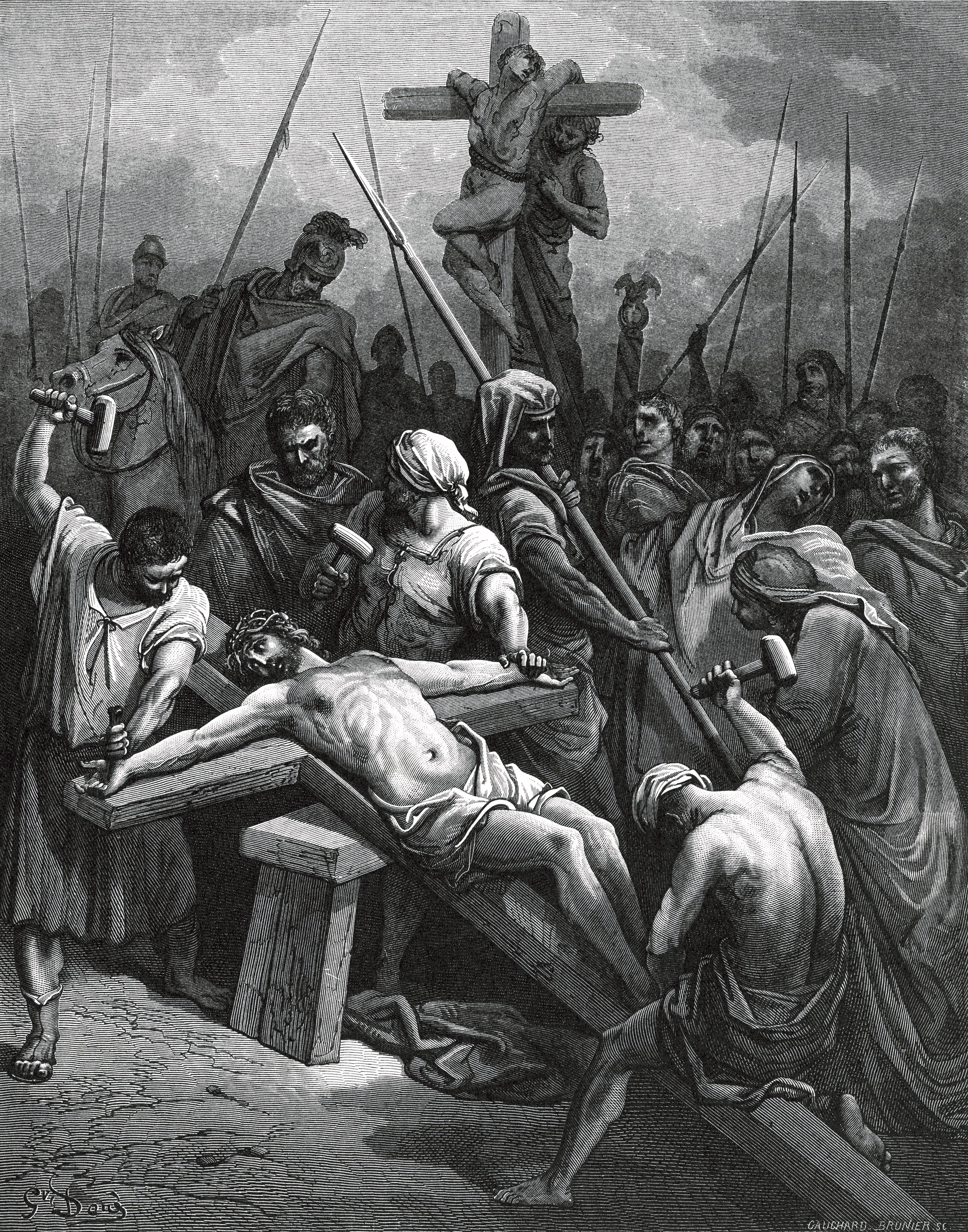
ギュスターヴ・ドレ
『キリストの磔刑』
（線によるグラデーションの例）

19世紀半ばまでに、金属に木版の印版を再現できるエレクトロ・タイピング（:en）が開発された。これは木版を石膏で型取りして鉛の金属印版を鋳造するもので、この方法により、木版画を大量に複製（最大10万部）することができ、オリジナル木版の摩耗を防ぐことができた。
それまで、彫版に携わる版画家は木材の表面に直接絵を描くか写す必要があり、オリジナルのアートワークは版画家たちによって破棄されていた。しかし、版画家のトーマス・ボルトンは、1860年に写真をブロックに転写する方法を考案した。
ほぼ同時期に、フランスの版画家はクロスハッチング（ある角度で別の平行線と交差する平行線）をほぼ完全に消去する修正技術（部分的にビウィックの技術に帰する）を開発した。しかし、その代わりにあらゆる色調のグラデーションが、さまざまな太さと近さの白い線によって表現され、最も暗い粒子に分解されることもあった。この技法は、ギュスターヴ・ドレの後年の木版画に登場する。
19世紀末にボルトンの「木版の写真製版」のプロセスと、フランスの学校で始められた技術者養成により、線ではなく水彩で図面を再現する技法が生み出され、木版画に新しい技術がもたらされた。
これは、1890年代の『ストランド・マガジン』のイラストに示されている。20世紀に入ってハーフトーンのプロセスが改善されると、この種のリプロダクションは時代遅れとなったが、それほど洗練されていない形で、1930年頃まで広告や貿易カタログに使われた。
これらの伝統的な技法と新しい技術とが両立し、1800年代後半にはジョセフ・クローホール2世や、ベガースタッフ・ブラザーズなどによって木版画は創造的で自由な発展を遂げた。ティモシー・コールなどは伝統的なタイプの木版画家であり、『センチュリー・マガジン』などの雑誌からの依頼で美術館の絵画のコピーを作成している。

## テクニック
木版ブロックには通常、ツゲまたはレモンウッド、チェリーなどの広葉樹が使われる。版木に使われる木目調のブロックは木の幹または大きな枝であり、購入には費用がかかる。そのため、現代の木版画家の中には、PVCまたは樹脂製の代替品をMDFに取り付けて使用する者もいるが、これでも木材とほぼ同様の結果が得られる。
ブロックはサンドバッグ（砂で満たされた円形の革のクッション）の上で作業される。これは、版画家が切削工具の最小限の操作で曲線または起伏のある線を作成するのに役立つ。
彫刻刀にもさまざまな種類がある。菱形グレーバーは、ビウィックの時代の銅版画家が使用したビュランに似ており、陰影の効果を得るために様々なサイズが使用されている。他には、細かい起伏のある線のための「スピットステッカー」、湾曲したテクスチャーの「ラウンドスコーパー」、広い範囲を彫るための「フラットスコーパー」がある。
また、最近の版画家は刻版にレーザーを使用し始めている。
木版画は一般的に白と黒の技法であるが、少数の木版画家は現代の印刷における「4色プロセス」と並行して、原色の3つまたは4つのブロックを使用してカラーで作業する。ただし、これを行うにはブロックを「位置決め」する必要がある（複数のブロックがページのまったく同じ場所に捺される）。

## 著名な木口版画家

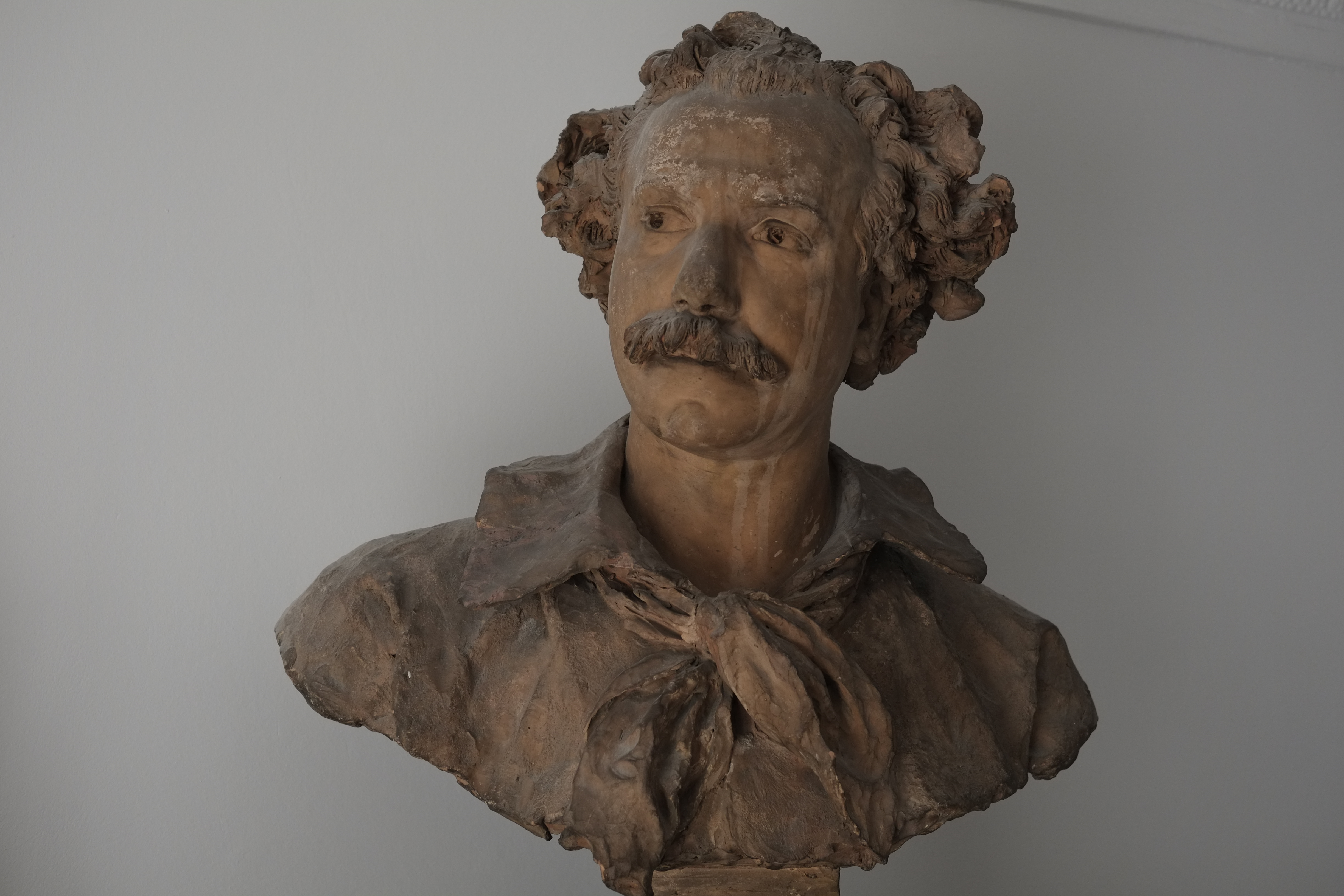
シャルル・バルバン
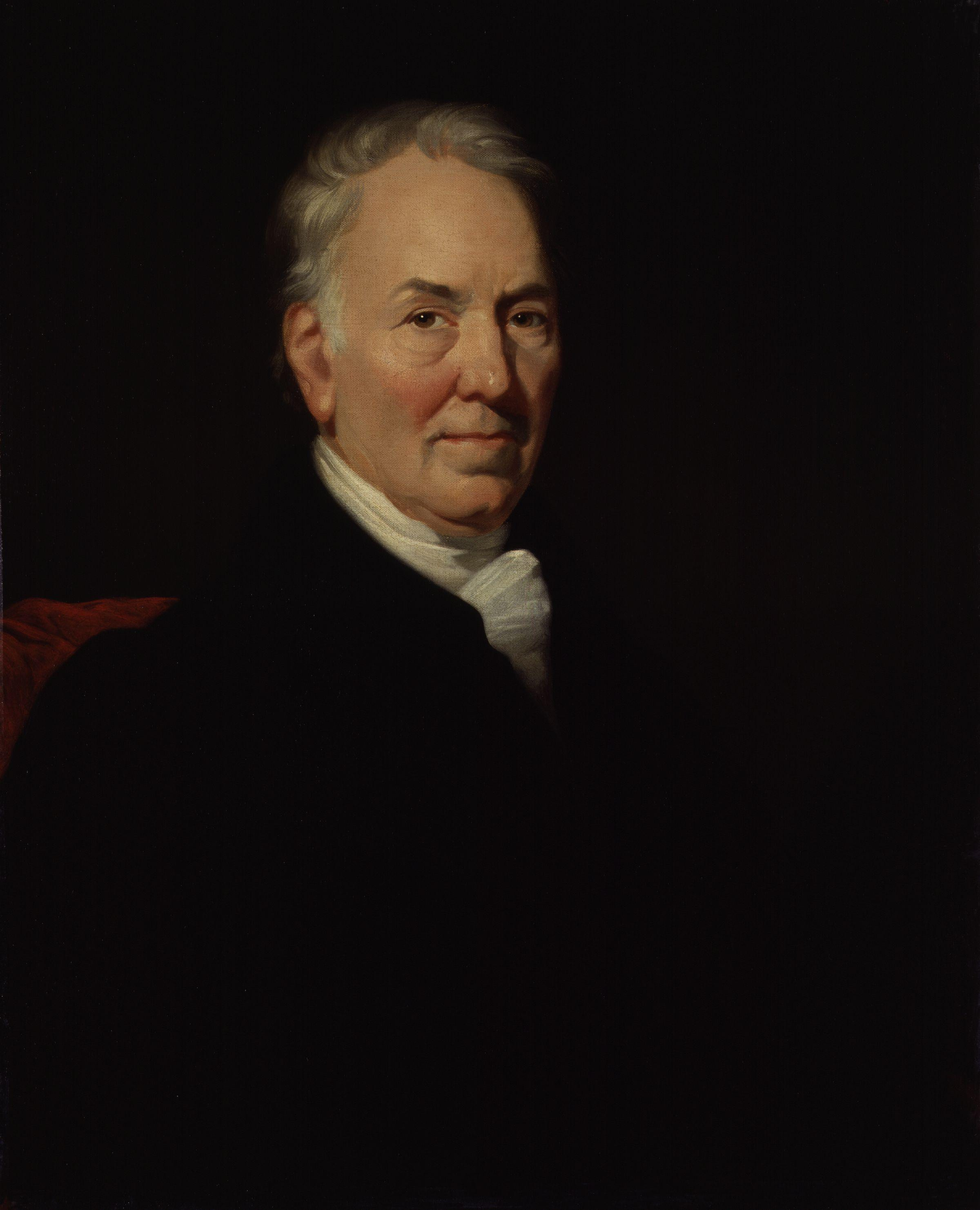
トーマス・ビウィック
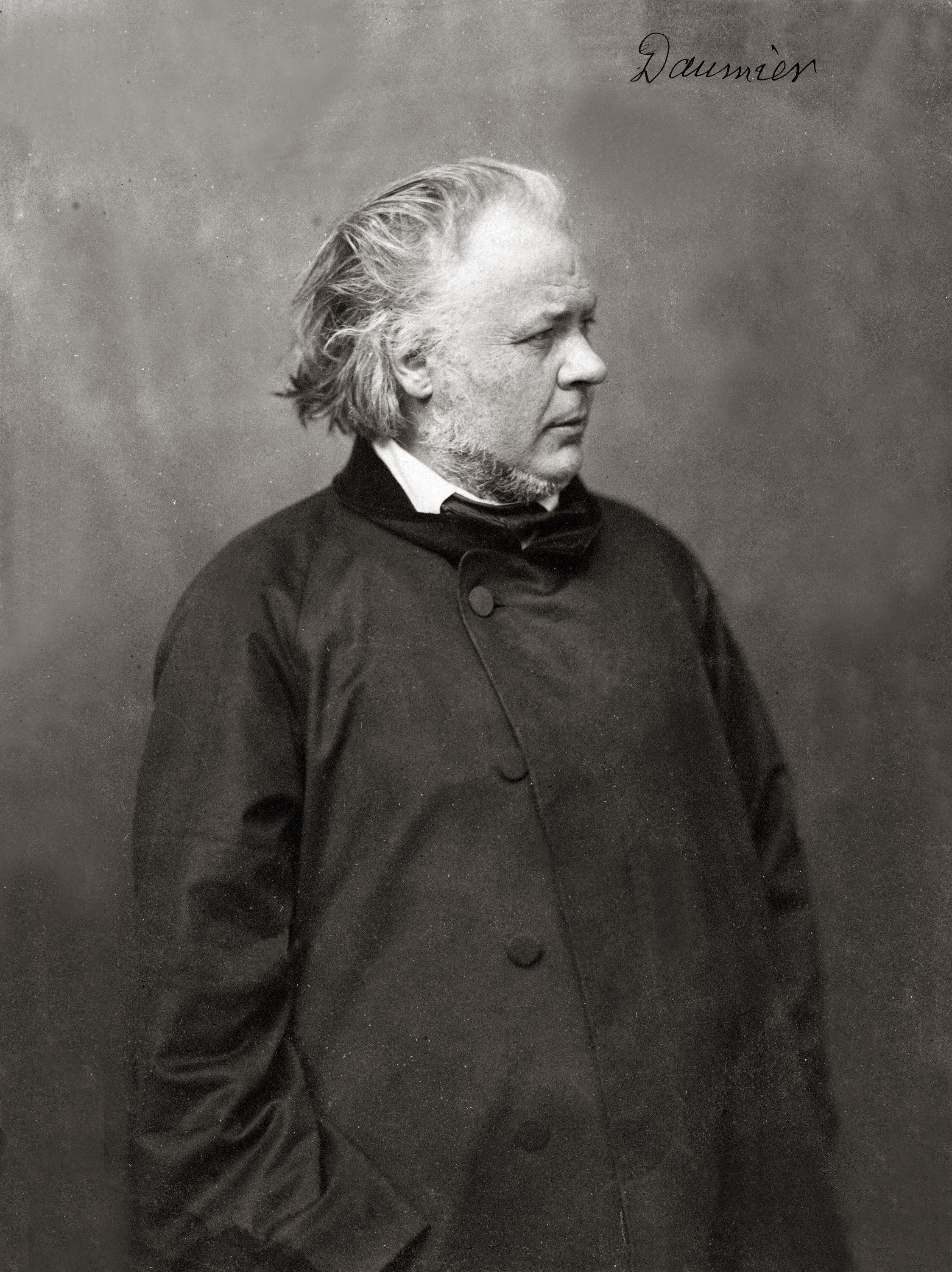
オノレ・ドーミエ
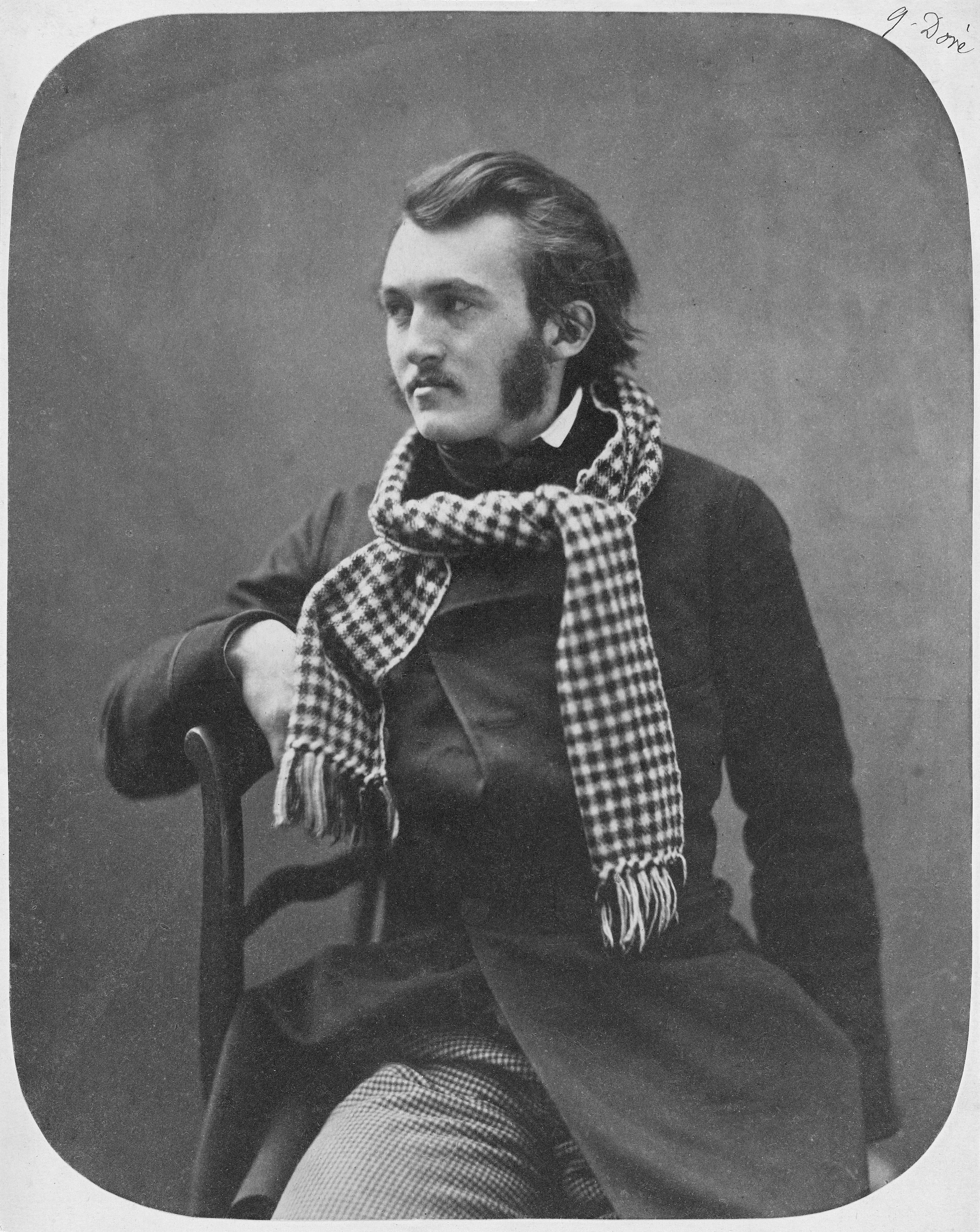
ギュスターヴ・ドレ
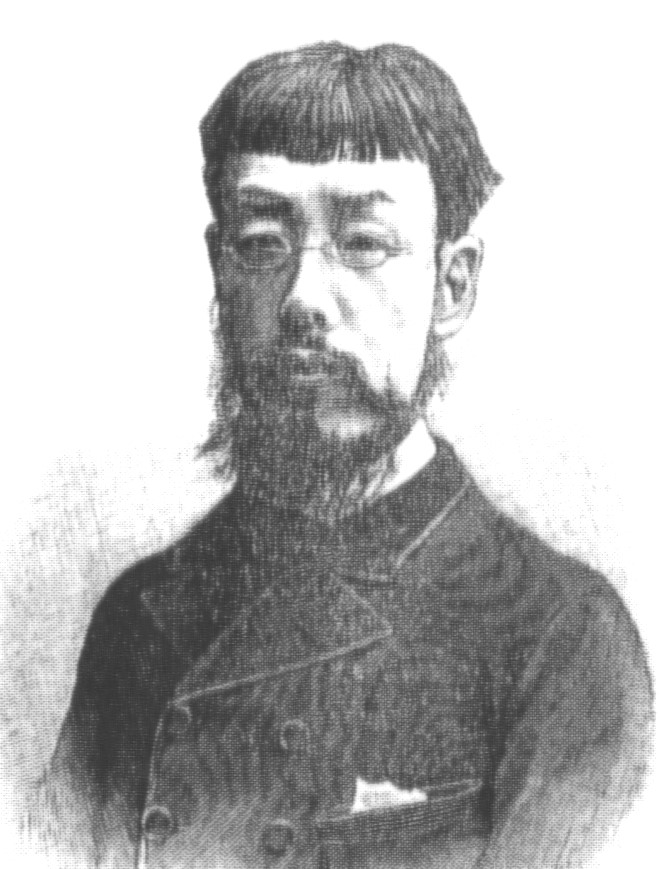
合田清
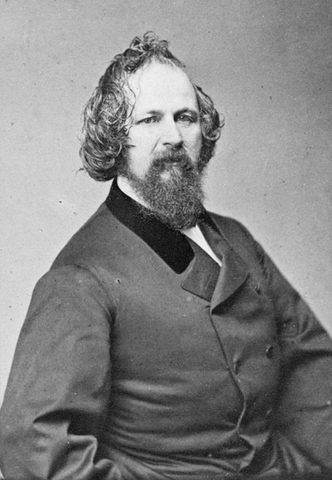
フランク・レスリー
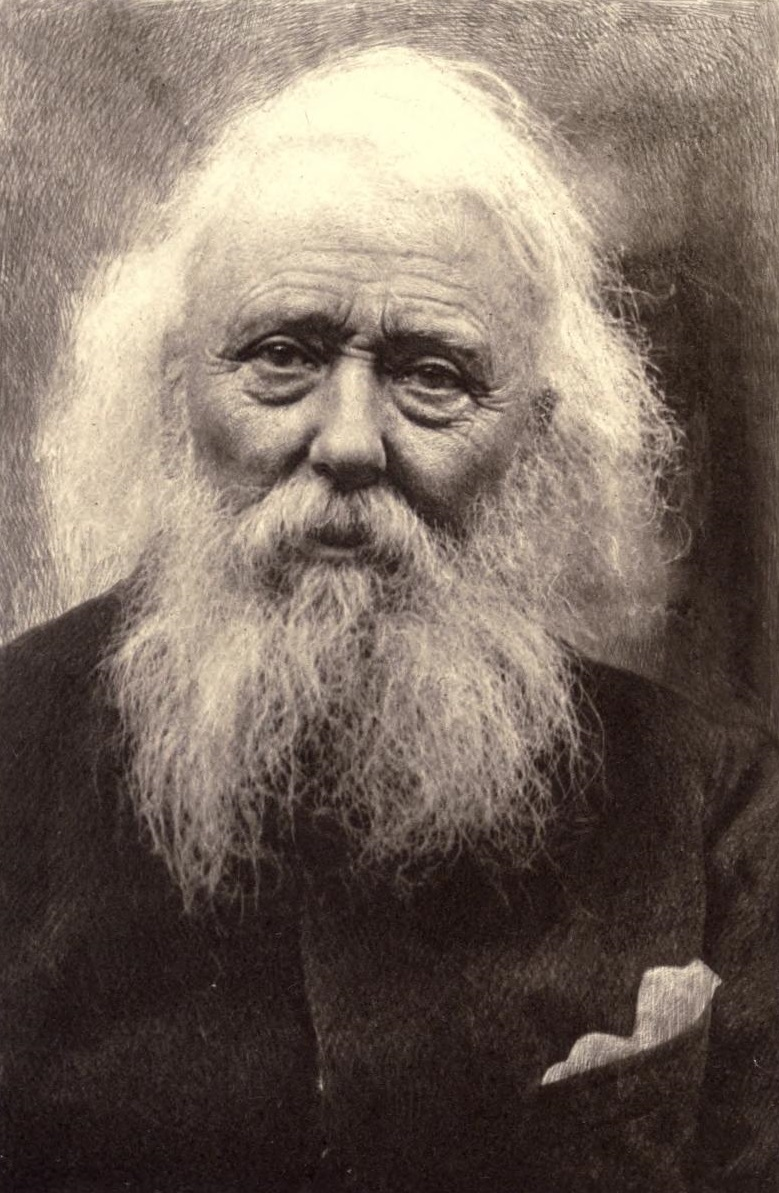
W・J・リントン
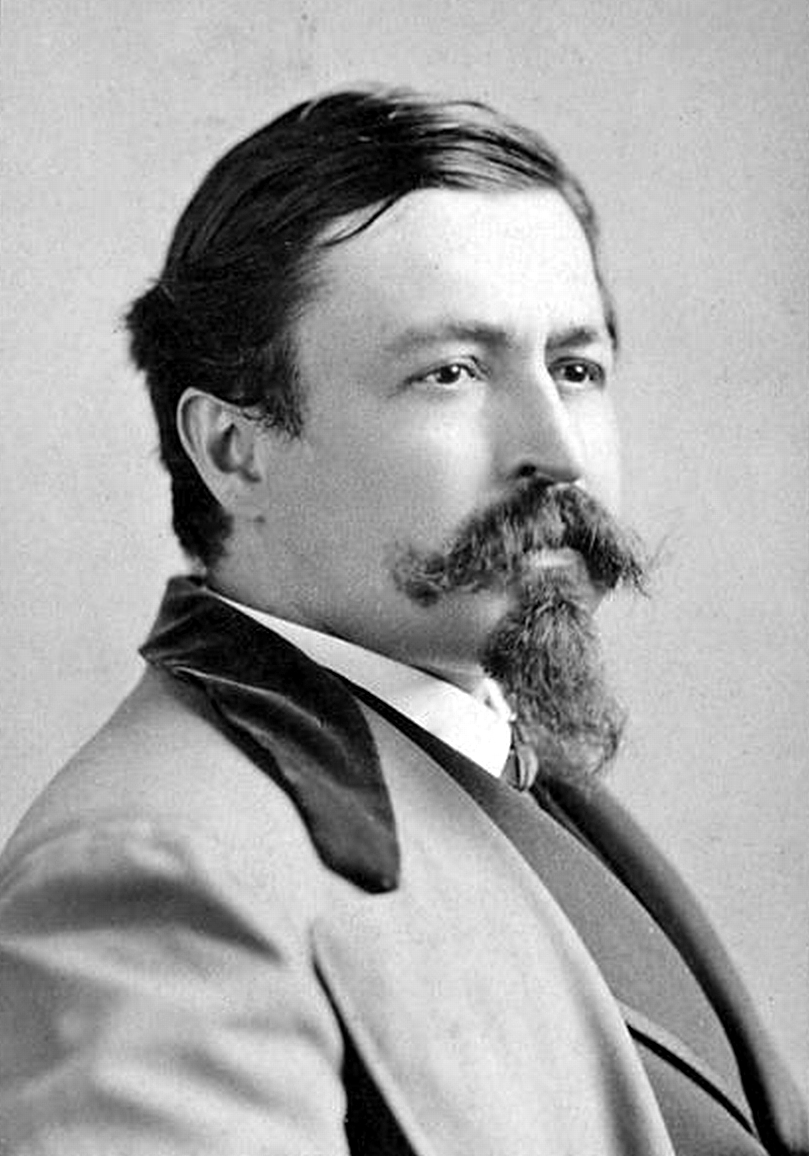
トーマス・ナスト
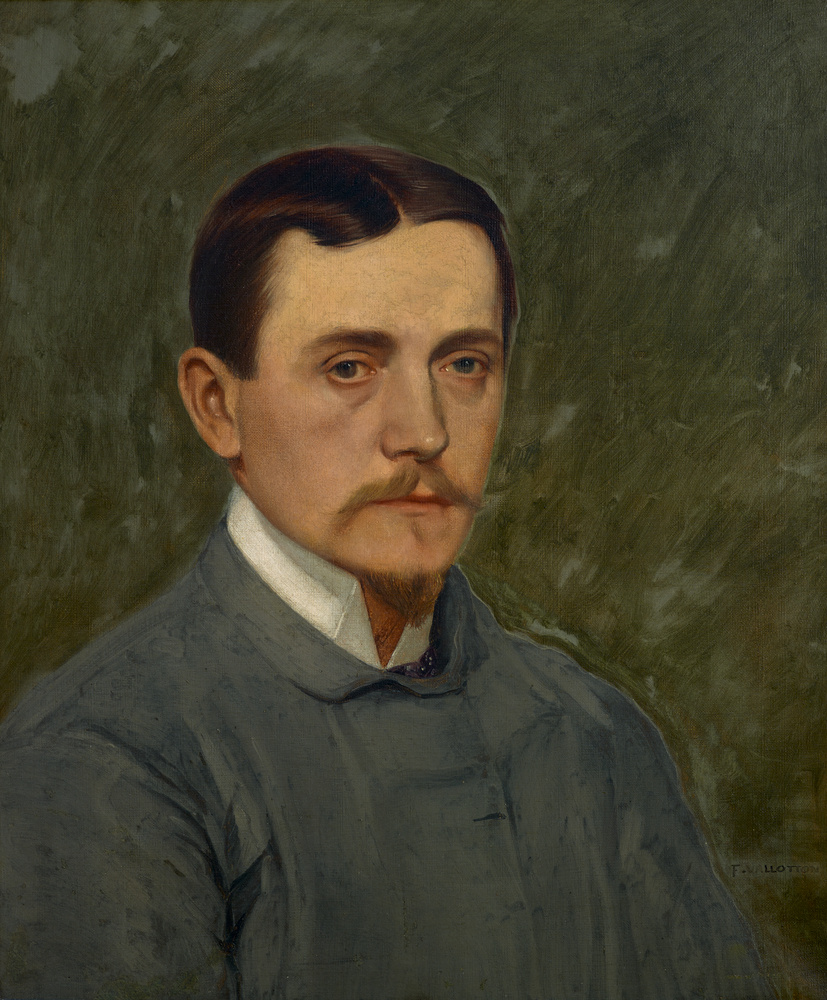
F・ヴァロットン
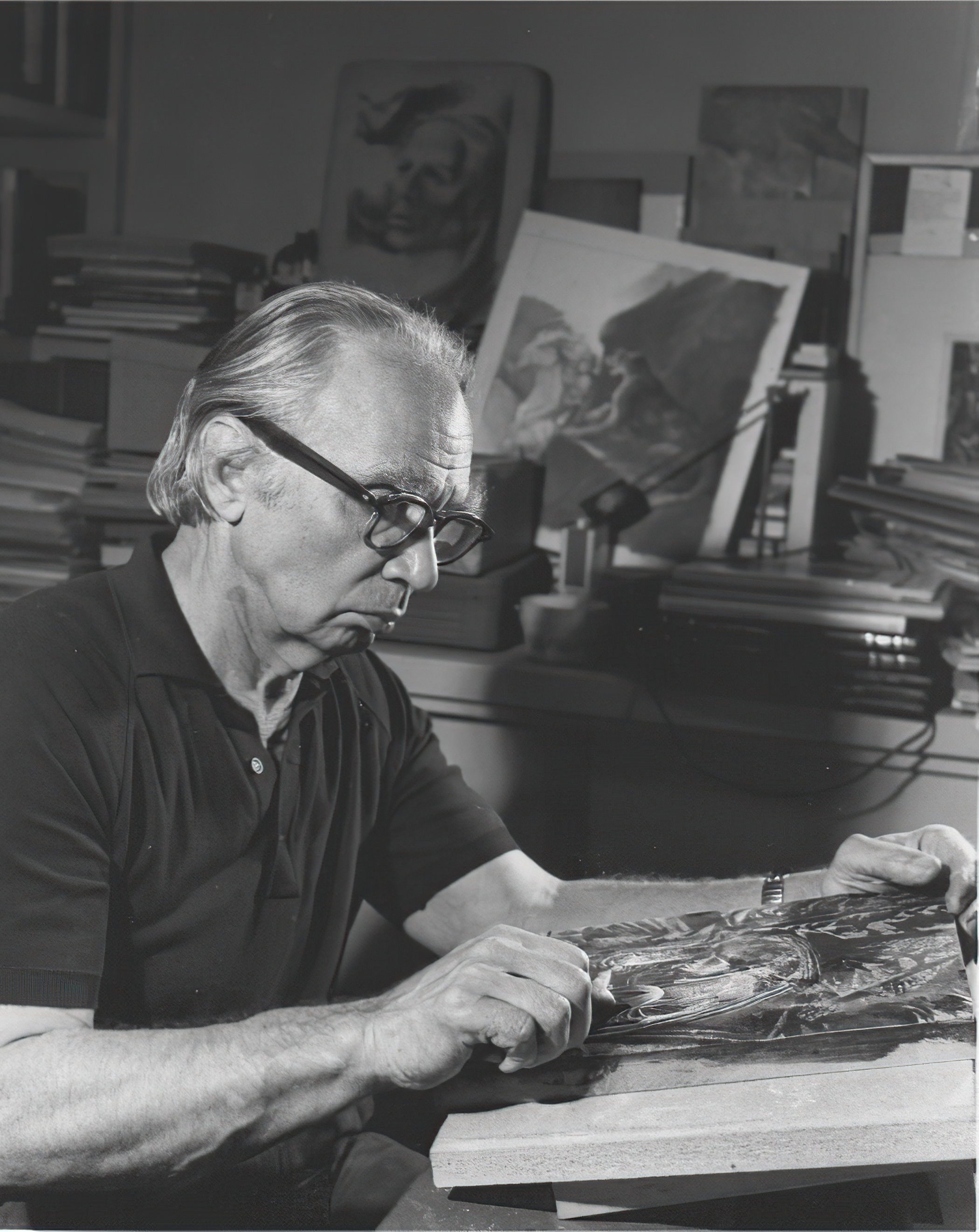
リンド・ウォード

| - Joseph Alexander Adams - Charles Barbant - Leonard Baskin - Thomas Bewick - Torsten Billman - James Bostock - Edward Calvert - Vija Celmins - Asa Cheffetz - Timothy Cole - Arthur Comfort - Rosemary Feit Covey - Honoré Daumier - John DePol - Gustave Doré - Nicolas Eekman - Fritz Eichenberg - Andy English - M. C. Escher - William Biscombe Gardner - Tirzah Garwood - Eric Gill | - Kiyoshi Gōda - Barbara Greg - Gertrude Hermes - Greta Hopkinson - Barbara Howard - Blair Hughes-Stanton - Eduard Magnus Jakobson - David Jones - Hitoshi Karasawa - Keisei Kobayashi - Rockwell Kent - Paul Landacre - Clare Leighton - Frank Leslie - William James Linton - Iain Macnab - Fortuné Méaulle - Barry Moser - Zdeněk Mézl - John Nash - Paul Nash - Thomas Nast | - François Pannemaker - Stéphane Pannemaker - Agnes Miller Parker - Garrick Palmer - H.W. Peckwell - Monica Poole - Howard Pyle - Eric Ravilious - Gwen Raverat - Don Rico - Gaylord Schanilec - Reynolds Stone - John Thompson - Leon Underwood - Nora S. Unwin - Félix Vallotton - Manuel Vermeire - Lynd Ward - Richard Wagener - Clifford Webb - Alexander Weygers - John Buckland Wright |